# 长苞铁杉属
长苞铁杉属（學名：Nothotsuga）是松科下的一个单型属，其唯一成员长苞铁杉（學名：Nothotsuga longibracteata）为中国特有物种。

## 下属物种
本属包括以下物种：
- 长苞铁杉 Nothotsuga longibracteata (W.C.Cheng) H.H.Hu ex C.N.Page

## 形态
长苞铁杉属与铁杉属主要差异为：叶片呈辐射伸展，叶片双面都存在气孔线；花粉锥簇生于单个侧芽的伞形花序中；球果直立 

## 分布
主要分布于中国的福建南部、广东北部、广西北部、贵州与湖南南部。